# Expedición militar de Alfonso I de Aragón por Andalucía

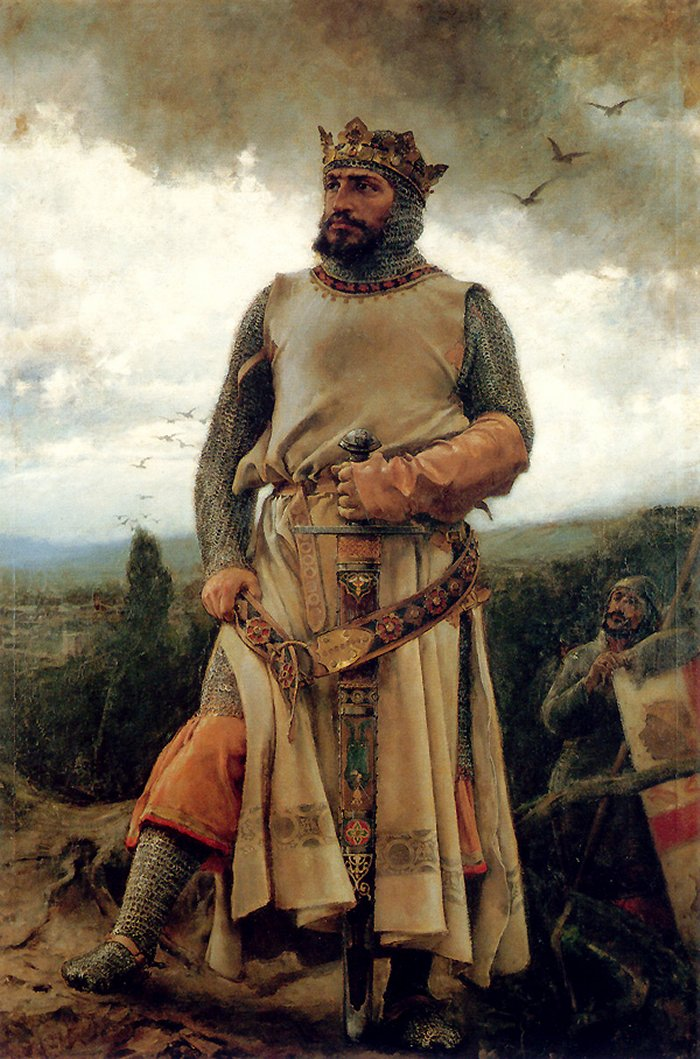
Alfonso I de Aragón.

La expedición militar de Alfonso I de Aragón por Andalucía fue una campaña desarrollada durante nueve meses (entre el 2 de septiembre de 1125 y junio de 1126) por Alfonso I el Batallador en el interior de al-Ándalus, en los que acampó largo tiempo cerca de Granada, saqueó campos y riquezas, venció en batalla campal al ejército almorávide en Arnisol (Anzur, cerca de Puente Genil, al sur de la actual provincia de Córdoba) y rescató un contingente de mozárabes con los que repobló las tierras del valle del Ebro recién conquistadas por el reino de Aragón.
El objetivo inicial era establecer un principado cristiano en Granada, apoyándose en la población mozárabe que había solicitado insistentemente su ayuda al rey de Aragón, pues se veía sometida al fanatismo religioso del periodo almorávide. Los mozárabes granadinos plantearon a Alfonso el Batallador una rebelión interna contra la autoridad gobernante con el apoyo de la hueste aragonesa; la conjunción era necesaria, pues Alfonso I, a diferencia de la estrategia utilizada en la conquista de Zaragoza en 1118, no llevó a Granada maquinaria de asalto, acarreo que era de todos modos extremadamente impracticable dada la larga distancia que recorrería la expedición y las dificultades logísticas que conllevaba penetrar tan profundamente en el territorio enemigo.
La moral de combate de Alfonso I era alta, y la expedición partió con un espíritu de gran exaltación guerrera. Documentos de los años 1124 y 1125 se referían al Batallador con los términos «reinando en España» o «en toda la tierra de cristianos y sarracenos de España», lo que da idea del triunfalismo que se vivía en el entorno del rey aragonés por estas fechas. Los mandatarios coetáneos no pasaban sus mejores días: Ramón Berenguer III de Barcelona venía de ser derrotado en la batalla de Corbins y Urraca I de León, exesposa del aragonés, moriría poco más tarde, el 8 de marzo de 1126, sin que pudiera ver el fin de la guerra civil que asolaba sus reinos. En este contexto Alfonso I emprendió una de las campañas más osadas de la Reconquista. La incursión ha pasado a la historiografía con el nombre de la «Hueste de España».

## Antecedentes: expansión del reino de Aragón y necesidades repobladoras
Las conquistas de los grandes núcleos urbanos de la Taifa de Zaragoza por parte de Alfonso I (Zaragoza, Tudela, Daroca, Calatayud) hacían necesario un importante contingente de nuevos pobladores para las medinas, que debían ser desalojadas por los musulmanes que las habitaban. También eran necesarios hombres para situar en la extremadura aragonesa y defender la nueva frontera, muy expandida en ese momento, pues llegaba hasta Carrión, Castrojeriz y Burgos, por el noroeste; Soria, Berlanga de Duero y Almazán por el oeste; Sigüenza, Medinaceli, Cella y Gúdar por el sur; y Morella y Horta de San Juan por el este.
En 1124 comenzó los preparativos para emprender una incursión militar en territorio andalusí, alentado por la llamada de los mozárabes de Granada, encabezados por Ibn al-Qalas, que le solicitaban su apoyo para rebelarse contra el gobernador almorávide de la ciudad, Abu Tahir Tamim ibn Yusuf.
Comenzó por asegurarse en el invierno de aquel año el paso por el desfiladero de Peña Cadiella (actual Benicadell), tomando la fortaleza que lo dominaba con una mesnada formada por sus caballeros más destacados, entre los que se encontraba Rotrou de Perche, conde de Tudela, y Gastón IV de Bearne, señor de Zaragoza y principal artífice del asalto de la capital de la antigua taifa zaragozana. Conquistada esta fortaleza, Alfonso I se aseguraba el paso franco hacia el sur de levante, seguridad en la retaguardia y garantías para el regreso.
Las crónicas árabes inciden en que la población mozárabe de las serranías del Darro y Alpujarras había enviado insistentemente misivas al rey de Aragón solicitando que acudiera a Granada, donde encontraría el apoyo de miles de hombres cristianos en edad de combatir; alentándole, además, con el relato de la riqueza agrícola de las vegas granadinas y la producción de tejidos preciosos, así como con otras excelencias de ese lugar. De estas crónicas se desprende que el objetivo inicial era unir las fuerzas para conquistar Granada y establecer en su territorio un principado cristiano, siguiendo el ejemplo del señorío que había conseguido implantar el Cid en Valencia.
En marzo de 1125 se celebró una asamblea en Uncastillo con el objeto de diseñar la estrategia. La plaza era una tenencia de Gastón IV de Bearne, quien, junto a Céntulo II de Bigorra, el magnate aquitano Auger III de Miramont, vizconde de Tursan —que había participado en la toma de Saraqusta en 1118— y los obispos Esteban de Huesca y Pedro Librana de Zaragoza, estuvieron presentes en la reunión. Se aseguraron el apoyo de la abadía de Selva Mayor de Burdeos, que probablemente aportó financiación a la campaña.

Máxima extensión del Imperio almorávide.

## Septiembre de 1125-enero de 1126. Partida de la expedición y llegada a Granada
El Batallador se decidió, tras estos antecedentes, a emprender la campaña con un ejército formado por unos cuatro o cinco mil caballeros y un número de alrededor de quince mil infantes, aunque las fuentes siempre dan cifras exageradas y quizá habría que reducirlas a mil o mil quinientos caballeros y un número indeterminado de peones. Contaba con sus más notables magnates: el citado Gastón de Bearne, el obispo Esteban de Huesca, el obispo Ramón de Roda y el prelado de Zaragoza, Pedro de Librana. También formaron parte de la expedición Fortún Sánchez en calidad de alférez, el juez Pedro Jiménez, y el señor Ramón Arnaldo de Santa Cruz de Tudela. Partió de Zaragoza a principios de septiembre del 1125.
La hueste avanzó por Daroca, Monreal, Teruel y Segorbe, en dirección a Valencia. El contingente pasó cerca de esta el 20 de octubre, contra cuya guarnición sostuvo alguna correría y cuya comarca taló, para avanzar al sur hacia Denia el 31 de octubre, a la que atacaron y arrasaron los cultivos. Llegado a la costa, el ejército de Alfonso comenzó a atraer contingentes mozárabes, que se unieron a él. A través de los pasos de Játiva y Peña Cadiella, llegaron a Murcia, Almanzora y Purchena, para detenerse en Tíjola y acampar durante ocho días.
Reemprendida la marcha, el ejército aragonés llegó a Baza y, al ver que no estaba bien defendida por fortificaciones, intentó tomarla al asalto sin conseguirlo, de modo que reanudó la expedición hacia Guadix, ciudad que atacó el 4 de diciembre por uno de sus cementerios y luego, rodeando a través de la alquería de Graena y la de Alcázar, desde el oeste. Se estableció finalmente en Guadix, donde permaneció por un mes y pasó las navidades satisfecho del desarrollo de la expedición y sin problemas de abastecimiento. Los almorávides se mantenían pasivos, sin tratar de acometer al monarca aragonés. A lo largo de su avance, a sus fuerzas se habían seguido uniendo grupos de mozárabes.
Decidió entonces enviar cartas a los cristianos, revelando con ello su presencia a menos de sesenta kilómetros de Granada. El gobernador Abul Tahir no se atrevió a reprimir la insurgencia mozárabe consecuente, y la población cristiana fue acudiendo a unirse al contingente del Batallador. Abul Tahir, en tanto, solicitó refuerzos a los gobernadores de Murcia y Valencia y a su hermano, el emir almorávide Ali ibn Yusuf, quien envió un importante ejército desde África.
Alfonso I, entonces, se encaminó por Diezma hasta Granada, a cuya vista estuvo el 7 de enero de 1126 con un contingente reforzado por los cristianos que, según noticias de las crónicas andalusíes (que hay que tomar siempre con precaución), llegaba a los cincuenta mil hombres. Según la crónica del normando Orderic Vital, a la partida de Alfonso se unieron en Granada unos diez mil mozárabes, que se asentaron en el valle del Ebro.

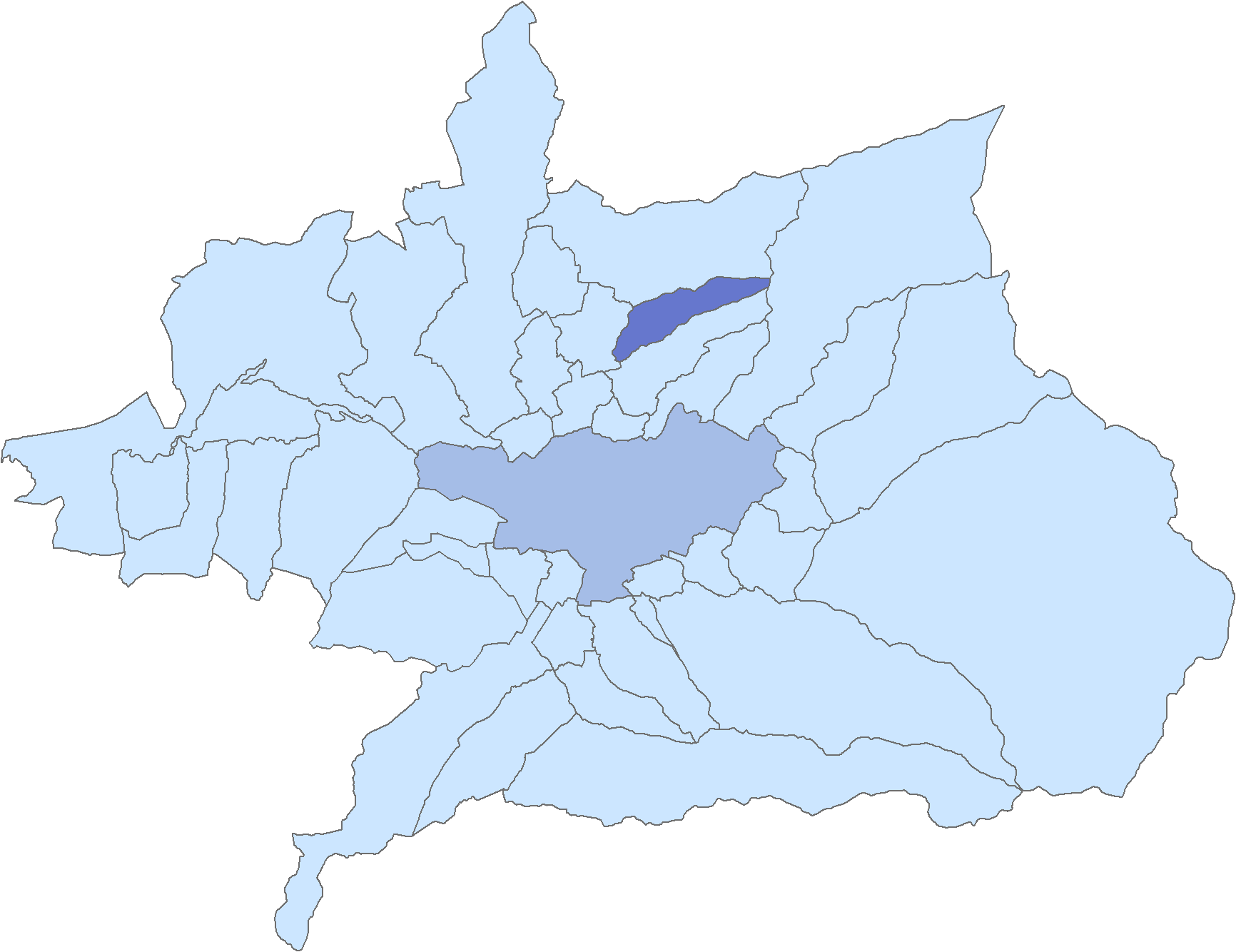
En Nívar (azul oscuro), al norte de la Vega de Granada (más claro), sentó sus reales Alfonso I de Aragón durante aproximadamente diez días hostigando la capital almorávide andalusí.

## Operaciones ante la ciudad de Granada
Ante el temor de los granadinos, Alfonso I permaneció acampado en la localidad de Nívar durante más de diez días esperando o bien sostener batalla campal o bien que la rebelión mozárabe le franqueara las puertas de Granada. A pesar del mal tiempo persistente y la vigilancia de la guarnición militar de la ciudad, pudo ser aprovisionado por la población cristiana.
Debido a la tensa espera, el Batallador le reprochó al responsable de los mozárabes de Granada, Ibn al-Qalas, no cumplir con lo pactado, a lo que este le reprobó haberse demorado en escaramuzas a lo largo de la ruta y haber desvelado su posición en Guadix, lo que había alertado a tiempo a los almorávides, que ya estaban aprestando tropas a uno y otro lado del estrecho; de ese modo había quedado anulado el efecto sorpresa y se habían malogrado los planes iniciales. Los almorávides habían reforzado las defensas y recibido refuerzos para sostenerse en la ciudad, lo que llevó finalmente al soberano aragonés a abandonar el intento de apoderarse de la plaza.

## Saqueo del sur de Córdoba y victoria de Arnisol
Constatando Alfonso la imposibilidad de entrar en Granada, se dedicó a asolar los campos de la Vega de Granada y el sur de Córdoba, yendo por Maracena y Pinos-Puente hasta un lugar llamado en las crónicas «Assica» (quizá en el actual término municipal de Montefrío). Posteriormente se dirigió a Córdoba hacia el noroeste entrando por Luque, Baena y Espejo, para luego virar hacia el suroeste por Cabra y Lucena. Después volvió a enderezar hacia Córdoba por Aguilar de la Frontera.
En tanto que el rey de Aragón recorría el sur de la actual provincia de Córdoba, Abu Bakr, hijo del emir Ali ibn Yusuf, había salido con tropas de Sevilla al encuentro del Batallador, y lo alcanzó en Arnisol, Arinzol o Aranzuel, según las fuentes, actual Anzur (hoy municipio de Puente Genil), cerca de Lucena. Allí se trabó batalla campal el 9 de marzo de 1126 con el resultado de victoria decisiva para los aragoneses, al tiempo que en el Castillo de Saldaña (Palencia) su exmujer Urraca I moría y era sucedida por Alfonso VII de León.

## Travesía hasta el mar: Vélez-Málaga
Tras la victoria en la batalla de Arnisol, el Batallador se dirigió hacia el sur por las Alpujarras siguiendo los estrechos barrancos del curso del río Guadalfeo y llegó a la costa de Vélez-Málaga por Motril y Salobreña. Durante la travesía, las crónicas musulmanas cuentan que Alfonso le dijo a uno de sus señores de confianza «¡Qué tumba si nos tiraran tierra desde arriba!» y comentan que al llegar al mar, el aragonés ordenó que se botase una embarcación desde la que pescaron un pez que el rey comió, y se preguntan en los relatos andalusíes si fue por dejar una anécdota para el futuro o para cumplir una promesa. Podría tratarse de un gesto de toma de posesión del mar.

## Llegada de refuerzos almorávides norteafricanos y regreso de la expedición

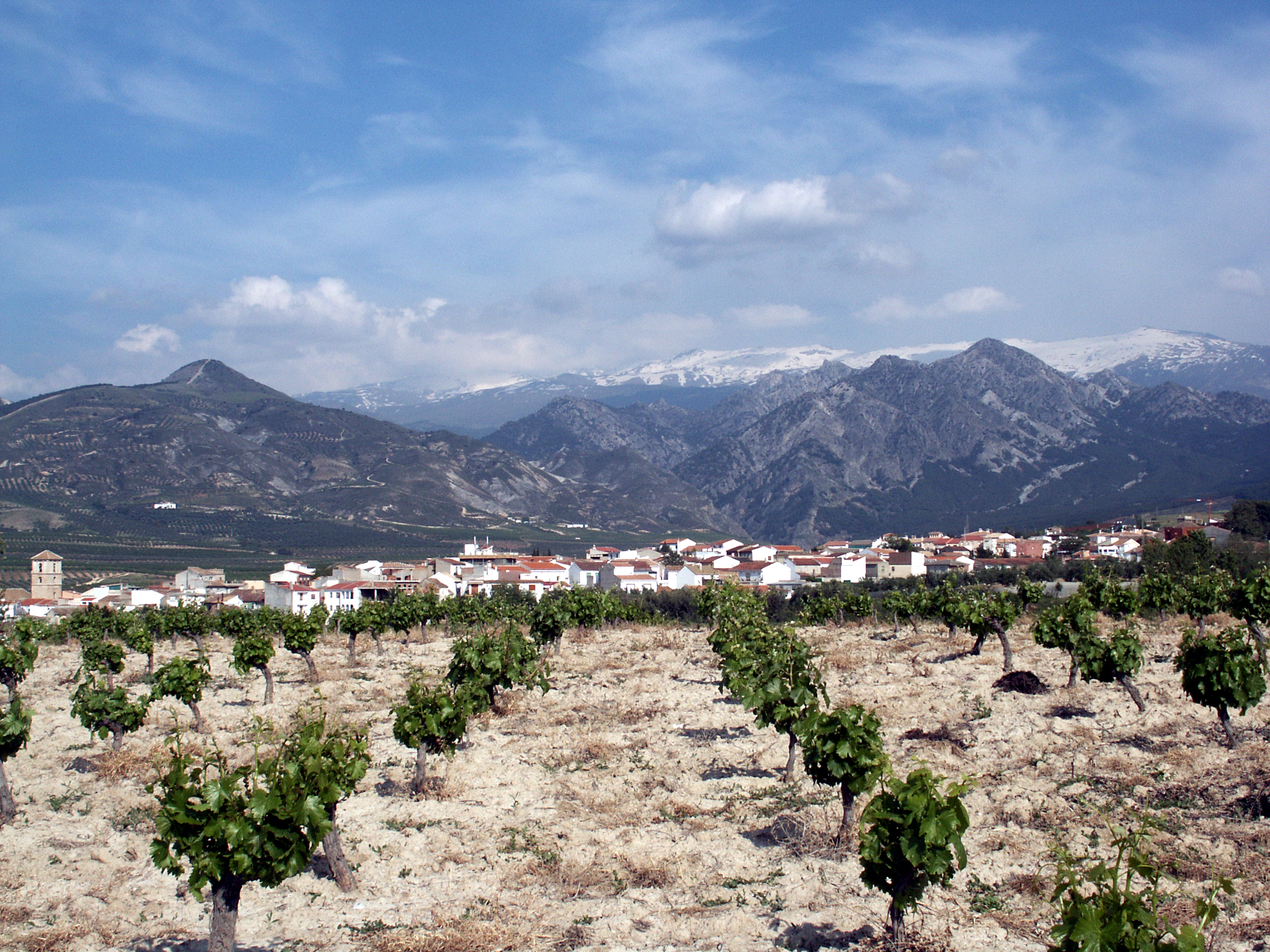
Dílar, donde Alfonso I acampó tres días tras haber llegado a Vélez-Málaga.

Desde Vélez-Málaga, el contingente cristiano volvió a orientar sus pasos hacia Granada acampando en la localidad de Dílar, donde permaneció tres días, y luego en Alhendín, rechazando varios ataques almorávides. Dos días después llegó a la Vega de Granada y se instaló en La Zubia, a seis kilómetros de la capital, seguido de cerca por la caballería islámica en perfecta formación de combate, que acampó en la fuente de Atsa o de la Teja (en las cercanías de Alfacar) y persiguió a los aragoneses por Bérchules (en la comarca de la Alpujarra), Alicún y Guadix.
En ese momento llegaron los refuerzos africanos de Mequinez y Fez, dirigidos por los comandantes Abu Hafs ibn Tuzyin e Inalu al-Lamtuni respectivamente. Hostigaron a Alfonso I, que se vio obligado a retirarse hacia el norte. En Guadix vencieron en una escaramuza al rey de Aragón donde murió uno de sus principales caballeros, lo que procuró a Inalu al-Lamtumi el gobierno de Granada en detrimento del ineficaz Abul Tahir Tamin ibn Yusuf. La milicia aragonesa siguió retirándose por Caravaca de la Cruz (al oeste de Murcia) y Játiva, que fue asaltada y tomada por el Batallador. La presión del ejército norteafricano era notable, y el regreso se hacía en condiciones penosas, teniendo que conducir un gran número de civiles que debieron lastrar enormemente la marcha, defendiéndose de los continuos ataques y obligados a abandonar mucha gente agotada y enferma por la duración y las penalidades de la larga campaña realizada. Sin descanso, el contingente dirigido por Alfonso llegó a Aragón en junio de 1126, diezmado por las enfermedades, pero satisfecho de los logros alcanzados (vencedor en la única batalla campal plena) y de la numerosa población mozárabe rescatada.

## Consecuencias
Las consecuencias de la larga expedición, empero, no fueron las esperadas: no solo no se conquistó la plaza objetivo de aquella, sino que la situación de los mozárabes que habían permanecido en territorio almorávide empeoró. A finales de octubre del 1126, el emir almorávide ordenó la deportación de gran parte de los mozárabes a diversas regiones marroquíes. Demostró, no obstante, la debilidad del Estado almorávide, incapaz de detener las correrías de Alfonso y de atraerse las simpatías de la población mozárabe, que había apoyado a este.